# Айшур
Айшу́р (рос. Айшур) — присілок в Кізнерському районі Удмуртії, Росія.
Населення становить 17 осіб (2010, 29 у 2002).
Національний склад (2002):
- удмурти — 76 %

Урбаноніми:
- вулиці — Прибережна